# استیو ارل
استیو ارل (انگلیسی: Steve Earle؛ زاده ۱۷ ژانویهٔ ۱۹۵۵) موسیقی‌دان کانتری، فولک، کانتری راک و هارتلند راک اهل تگزاس ایالات متحده آمریکا است. او در ترانه نویسی و آهنگ سازی متاثر از تاونز ون زنت و گای کلارک است.